# Lukács Flóra
Lukács Flóra (Miskolc, 1994. –) magyar költő. Budapesten él.

## Életpályája
A Pázmány Péter Katolikus Egyetem szabad bölcsészeti szakán végzett. Az Eötvös Loránd Tudományegyetem Bölcsészettudományi Kar irodalom- és kultúratudomány mesterszakon végzett.
Művei többek között a Műútban, az Apokrifben és a KULTer.hu-n jelentek meg.

## Művei
- Egy sanghaji hotel teraszán (2021)

## Díjai
- Makói Medáliák (2022)[1]